# 46e corps d'armée (Allemagne)
Le 46e corps d'armée (XXXXVI. Armeekorps en allemand) / 46e corps (d'armée) motorisé (motorisiert) est un corps d'armée (motorisé) de la Heer / armée de terre allemande au sein de la Wehrmacht pendant la Seconde Guerre mondiale.

## Hiérarchie des unités
| Nom          | Nombre d'hommes     | Unités subalternes                | Grade de commandement                 |
| ------------ | ------------------- | --------------------------------- | ------------------------------------- |
| Heeresgruppe | + 300 000           | 2 à + Armeen (Armées)             | Generaloberst ou Generalfeldmarschall |
| Armee        | + 100 000 - 300 000 | 2 à + Armeekorps (Corps d'armées) | General ou Generaloberst              |
| Armeekorps   | + 30 000 - 80 000   | 2 à + Divisionen (Division)       | Generalleutnant ou General            |
| Division     | + 10 000 – 20 000   | 2 à 6 Brigaden (Brigade)          | Generalmajor ou Generalleutnant       |
| Brigade      | + 3 000 – 5 000     | jusqu'à 3 Regimentern (Régiment)  | Oberst ou Generalmajor                |

## Historique
Le XXXXVI. Armeekorps  (motorisiert) est créé le 20 juin 1940 dans la Wehrkreis VIII puis formé à Görlitz le 25 octobre suivant sous le nom plus complet et officiel de Generalkommando (motorisiert) XXXXVI. Armeekorps.
Il combat en Yougoslavie et s'empare de Sarajevo en avril 1941 avant d'être dissous dans le XXXXVI. Panzerkorps ou 46e corps de blindés le 21 juin 1942.

## Organisation

### Commandants successifs
| Date                        | Grade                  | Commandant                       |
| --------------------------- | ---------------------- | -------------------------------- |
| 20 juin 1940 - 11 juin 1942 | Generaloberst          | Heinrich von Viettinghoff-Scheel |
| 11 juin 1942 - 14 juin 1942 | General der Infanterie | Hans Zorn                        |

### Chef des Generalstabes
| Date                         | Grade               | Commandant                            |
| ---------------------------- | ------------------- | ------------------------------------- |
| ? 1941 - ? 1941              | Oberstleutnant i.G. | Hans-Joachim von der Burg             |
| 1er août 1941 - 14 juin 1942 | Oberst i.G.         | Wolf-Dietrich Freiherr von Schleinitz |

### 1. Generalstabsoffizier (Ia)
| Date                  | Grade      | Commandant    |
| --------------------- | ---------- | ------------- |
| ? 1941 - ? 1941       | Major i.G. | Sadrozinski   |
| ? 1942 - 14 juin 1942 | Major i.G. | Willi Bürklin |

## Théâtres d'opérations
- Allemagne d'octobre 1940 en avril 1941.
- Yougoslavie d'avril à mai 1941.

## Ordre de batailles

### Rattachement d'armées
| Date         | Armée          | Groupe d'armées    |
| ------------ | -------------- | ------------------ |
| 1940         |                |                    |
| 25 octobre   | 11. Armee      | Heeresgruppe C     |
| 1941         |                |                    |
| 1er janvier  | 11. Armee      | Heeresgruppe C     |
| Avril        | 2. Armee       | OKH                |
| Juin         | BdE            |                    |
| 20 juin      | Panzergruppe 2 | Heeresgruppe Mitte |
| 25 août      | 4. Armee       | Heeresgruppe Mitte |
| 3 septembre  | Panzergruppe 2 | Heeresgruppe Mitte |
| 23 septembre | Panzergruppe 4 | Heeresgruppe Mitte |
| 1942         |                |                    |
| 1er janvier  | 4. Panzerarmee | Heeresgruppe Mitte |
| Février      | 9. Armee       | Heeresgruppe Mitte |
| Mai          | 3. Panzerarmee | Heeresgruppe Mitte |

### Unités subordonnées

#### Unités organiques
- Arko 101
- Panzerkorps-Nachrichten-Abteilung 446
- Korps-Kartenstelle (mot) 446
- Feldgendarmerie-Trupp (mot) 446
- Korps-Nachschubtruppen 446

#### Unités rattachées
23 mai 1940
- 197. Infanterie-Division
- 5. Panzer-Division
- 23. Infanterie-Division

27 juin 1941
- SS-Division "Das Reich"
- 10. Panzer-Division
- Infanterie-Regiment Großdeutschland

3 septembre 1941
- SS-Division "Das Reich"

2 octobre 1941
- 5. Panzer-Division
- 11. Panzer-Division
- 252. Infanterie-Division

2 janvier 1942
- SS-Division "Das Reich"
- 10. Panzer-Division
- 5. Panzer-Division
- 11. Panzer-Division

18 février 1942
- 86. Infanterie-Division
- SS-Kavallerie-Brigade
- 1. Panzer-Division

13 avril 1942
- 206. Infanterie-Division
- 14. Infanterie-Division (mot.)
- SS-Division "Das Reich"
- 251. Infanterie-Division

22 avril 1942
- 251. Infanterie-Division
- 216. Infanterie-Division
- SS-Division "Das Reich"
- 14. Infanterie-Division (mot.)
- 206. Infanterie-Division
- 129. Infanterie-Division
- 328. Infanterie-Division

1er mai 1942
- 5. Panzer-Division
- 23. Infanterie-Division
- 15. Infanterie-Division

## Sources
- XXXXVI. Armeekorps sur Lexikon-der-wehrmacht.de